# 827 Wołgo-Tatarski Batalion Piechoty
827 Wołgo-Tatarski Batalion Piechoty (ros. 827-й Волго-Татарский батальон, niem. Wolga-Tatarische Infanterie Bataillon 827) – kolaboracyjny oddział wojskowy Wehrmachtu złożony z Tatarów nadwołżańskich i przedstawicieli innych tureckojęzycznych narodów Powołża podczas II wojny światowej
Batalion został sformowany w lutym 1943 r. w Jedlni na obszarze Generalnego Gubernatorstwa. Wchodził formalnie w skład Legionu Tatarów nadwołżańskich, utworzonego w sierpniu 1942 r. Batalion liczył ok. 800-1000 ludzi. Składał się z 3 kompanii strzeleckich, kompanii karabinów maszynowych i kompanii sztabowej. Każda kompania liczyła po ok. 150-200 żołnierzy. Wysłano go na zachodnią Ukrainę, gdzie ochraniał obiekty militarne w rejonie Lwów – Stanisławów. Następnie przerzucono go na Przykarpacie do walki z partyzantką. Tam ok. 50-70 żołnierzy batalionu przeszło z bronią w ręku na stronę partyzantów. Pozostała część oddziału poniosła duże straty, po czym jesienią 1943 r. została przetransportowana do Le Puy-en-Velay w okupowanej Francji. Tam batalion ponownie zwalczał partyzantkę, tym razem francuską i belgijską. Na pocz. września 1944 r. został rozbity w rejonie Ourthe-Amblève, a ocaleli żołnierze wzięci do niewoli przez belgijskich partyzantów z Armée Secrète Groupe 44. Część Tatarów wyrwała się jednak z okrążenia. Przeniesiono ich do Huy, gdzie dostali rozkaz obrony miejscowego mostu na Mozie. Tam otrzymali wzmocnienia, osiągając liczebność ok. 300 ludzi. Większość z nich wkrótce zbiegła w belgijskie Ardeny, gdzie wyłapali ich Belgowie i Amerykanie z 60th Combat Team 9 Dywizji Piechoty.